# Route nationale 52 (Madagaskar)
Route nationale 52 (RN 52) is een nationale weg in Madagaskar van 5,50 kilometer. De weg loopt van Antananarivo naar het vliegveld Ivato.
De weg splitst zich af van de N4 en heeft één rijstrook in elke richting.
Het in 2008 gerealiseerde traject heeft de Afrikaanse Unie 10 miljard Ariary gekost.